# Spinnerei und Weberei am Sparrenlech Kahn & Arnold

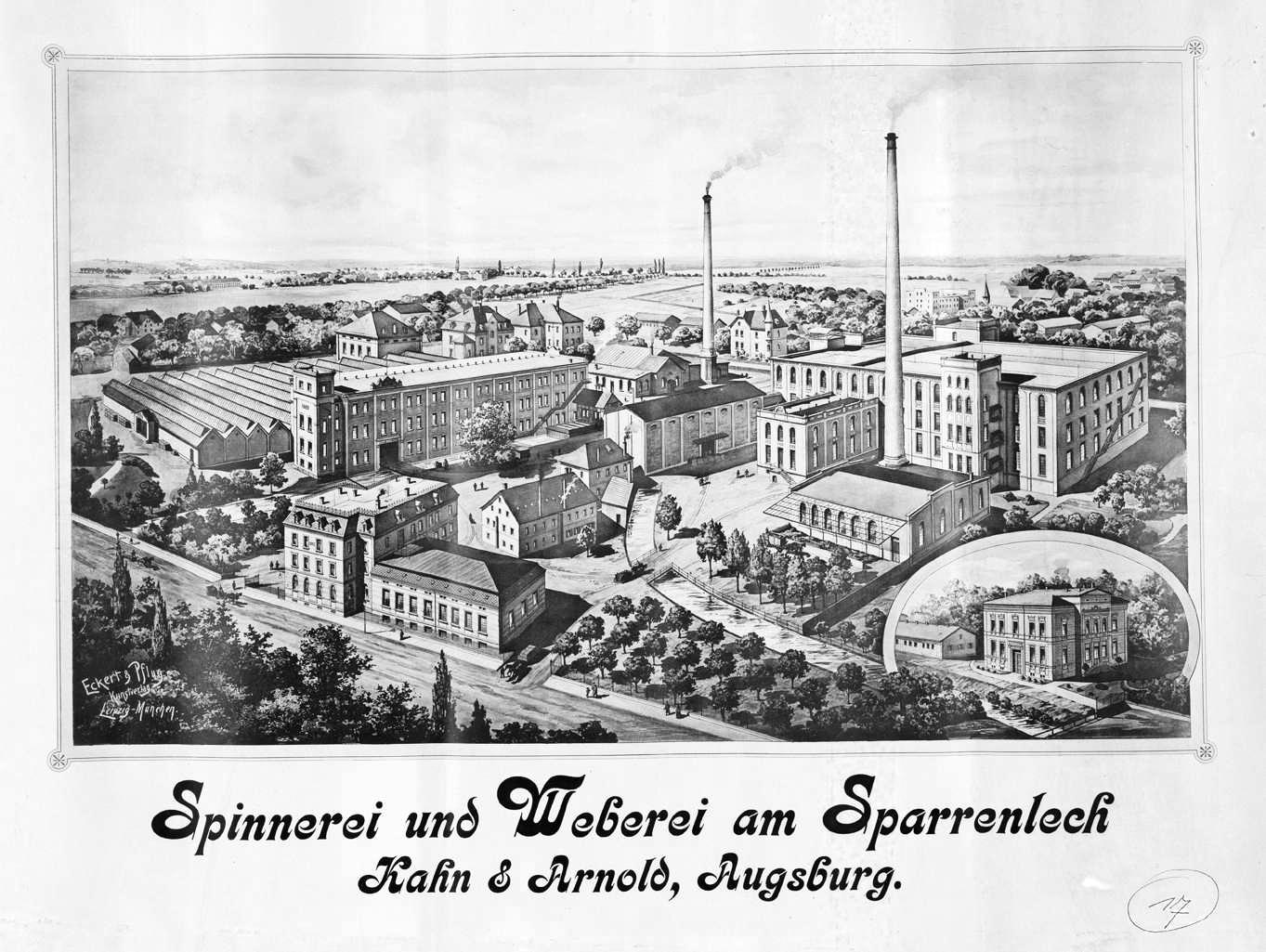
Die Spinnerei und Weberei am Sparrenlech Kahn & Arnold (Eckert & Pflug um 1900/1920)

Die Spinnerei und Weberei am Sparrenlech Kahn & Arnold war eine deutsche Baumwollspinnerei und -weberei mit Sitz in Augsburg. Sie lag zwischen der Provinostraße und der Prinzstraße am Sparrenlech, einem Seitenkanal des Lechs.

## Geschichte

### Unternehmen
Am 17. Dezember 1869 ließen Aaron Kahn und Albert Arnold im Handelsregister von Augsburg eine offene Handelsgesellschaft eintragen, die sie unter der Firma Kahn et Arnold betrieben. Das Unternehmen, das seinen Sitz anfangs in der Annastraße 27 hatte, betätigte sich zunächst sehr erfolgreich im Textilhandel.
Im Jahr 1856 hatten Carl Ludwig Forster und seine Söhne Julius und Moritz Forster, die damaligen Teilhaber des Textilunternehmens Schöppler & Hartmann, eine Weberei am Sparrenlech gegründet, die 1882 auf die Augsburger Kattunfabrik übergegangen war. Als die Augsburger Kattunfabrik 1885 liquidiert wurde, ersteigerte das bislang ausschließlich im Textilhandel tätige Unternehmen Kahn & Arnold die Produktionsstätte und firmierte seither als Weberei am Sparrenlech Kahn & Arnold mit Sitz in der Provinostraße 8. Der eingeführte Großhandel mit Baumwollwaren wurde von den Inhabern jedoch fortgesetzt. Im Jahr 1898 wurde das Unternehmen durch den Bau einer eigenen Spinnerei erweitert und führte seither den Namen Spinnerei und Weberei am Sparrenlech Kahn & Arnold.
Nach dem Tod bzw. Ausscheiden der beiden Gründer, führten deren Söhne Benno Arnold, Arthur Arnold, Alfred Kahn und Berthold Kahn das das Textilunternehmen erfolgreich weiter. Durch den Ankauf des Anwesens Prinzstraße 7, wo sich ein weiteres Spinnereigebäude mit einem Teil des Wollmagazins befand, wurde das Fabrikgelände arrondiert.
Schließlich erwarb das Unternehmen um 1922 von der Firma Wilhelm Butz & Söhne deren Weberei am Vogeltor, die als Filiale betrieben wurde.
Als die Neue Augsburger Kattunfabrik infolge der Weltwirtschaftskrise in finanzielle Schwierigkeiten geriet, erwarb Kahn & Arnold bis 1923 einen beherrschenden Anteil von 80 % der Aktien und stabilisierte das Unternehmen dadurch.
Das florierende Familienunternehmen, das im Jahr 1885 mit 80 Mitarbeitern begonnen hatte, beschäftigte 1938 insgesamt 940 Mitarbeiter. Die Produktion, für die anfangs 180 Spindeln und 126 Webstühle bereit gestanden hatten, erfolgte mit etwa 50000 Spindeln und 1000 Webstühlen.
Im Rahmen der Ausgrenzung der Juden in Deutschland durch die nationalsozialistischen Machthaber wurden die jüdischen Industriellen 1938 durch die Verordnung zur Ausschaltung der Juden aus dem deutschen Wirtschaftsleben und die Verordnung über den Einsatz des jüdischen Vermögens gezwungen, ihre Aktien der Neuen Augsburger Kattunfabrik zu veräußern und die Spinnerei und Weberei am Sparrenlech Kahn & Arnold an die Neuen Augsburger Kattunfabrik zu verkaufen. Die im Gegenzug erhaltenen neuen Aktien der Neuen Augsburger Kattunfabrik mussten sofort wieder verkauft und in Höhe ihres Gegenwerts Reichsanleihen gezeichnet werden, die bis zum Ende des Zweiten Weltkriegs gesperrt waren. Bei Kriegsende waren sie wertlos.
Die Spinnerei und Weberei am Sparrenlech wurde auch nach dem Krieg als Zweigbetrieb der Neuen Augsburger Kattunfabrik fortgeführt. Ende des Jahres 1969 wurde das Werk geschlossen.

### Soziale Einrichtungen
Wie auch andere Augsburger Textilunternehmer bemühten sich auch die Inhaber der Spinnerei und Weberei am Sparrenlech Kahn & Arnold darum, soziale Einrichtungen zu institutionalisieren, die häufig gleichzeitig auch als Mitarbeiterbindungssysteme dienten. So wurden den Arbeitern und Angestellten vier Wohnhäuser mit Werkswohnungen zur Verfügung gestellt. Daneben wurde eine Werkssparkasse eingerichtet, die nur für jugendliche Beschäftigte obligatorisch war. Schließlich wurden Fonds bereitgestellt, aus denen verheiratete Wöchnerinnen und Bezieher von Invalidenrente Unterstützung erhielten.

### Inhaber
Auf die Unternehmensgründer, den Kommerzienrat Albert Arnold (* 6. Februar 1844 in Jebenhausen; † 4. August 1913 in Augsburg) und Aaron Kahn (* 5. März 1841 in Gemmingen; † 21. Dezember 1926 in Augsburg), die eines der bedeutendsten Textilunternehmen Augsburgs geschaffen hatten, folgten vier ihrer Söhne, die bereits im ersten Jahrzehnt des 20. Jahrhunderts in die Firma eingetreten waren. Benno Arnold (* 21. November 1876 in Augsburg; † 3. März 1944 im Ghetto Theresienstadt), übernahm als Geschäftsführer und Mitinhaber der Spinnerei und Weberei am Sparrenlech Kahn & Arnold mit den weiteren Gesellschaftern, seinem Bruder Arthur Arnold (* 9. August 1880 in Augsburg; † 23. November 1941 im KZ Dachau) und seinen Schwägern Alfred Kahn (* 8. Juli 1876 in Augsburg; † 4. Dezember 1956 in Kew Gardens, New York) und Berthold Kahn (* 28. Oktober 1879 in Augsburg; † unbekannt) die Leitung der Spinnerei und Weberei am Sparrenlech Kahn & Arnold. Während Benno Arnold, seine Ehefrau und sein Bruder in nationalsozialistischen Konzentrationslagern umkamen, Arthur Arnolds Ehefrau 1941 in Augsburg den Freitod wählte, gelang es den beiden Schwägern, mit ihren Familien Deutschland rechtzeitig zu verlassen und so den Zweiten Weltkrieg zu überleben.

## Gebäude

### Fabrik
Die aus den Jahren zwischen 1885 und 1925 stammenden Fabrikgebäude, darunter die im Stile der Neorenaissance gehaltenen geziegelten Werkshallen der ehemaligen Spinnerei und Weberei am Sparrenlech Kahn & Arnold zwischen Provinostraße und Prinzstraße wurden 1972 abgerissen. Auf dem Areal befinden sich heute Geschosswohnbauten.

### Direktorenvilla

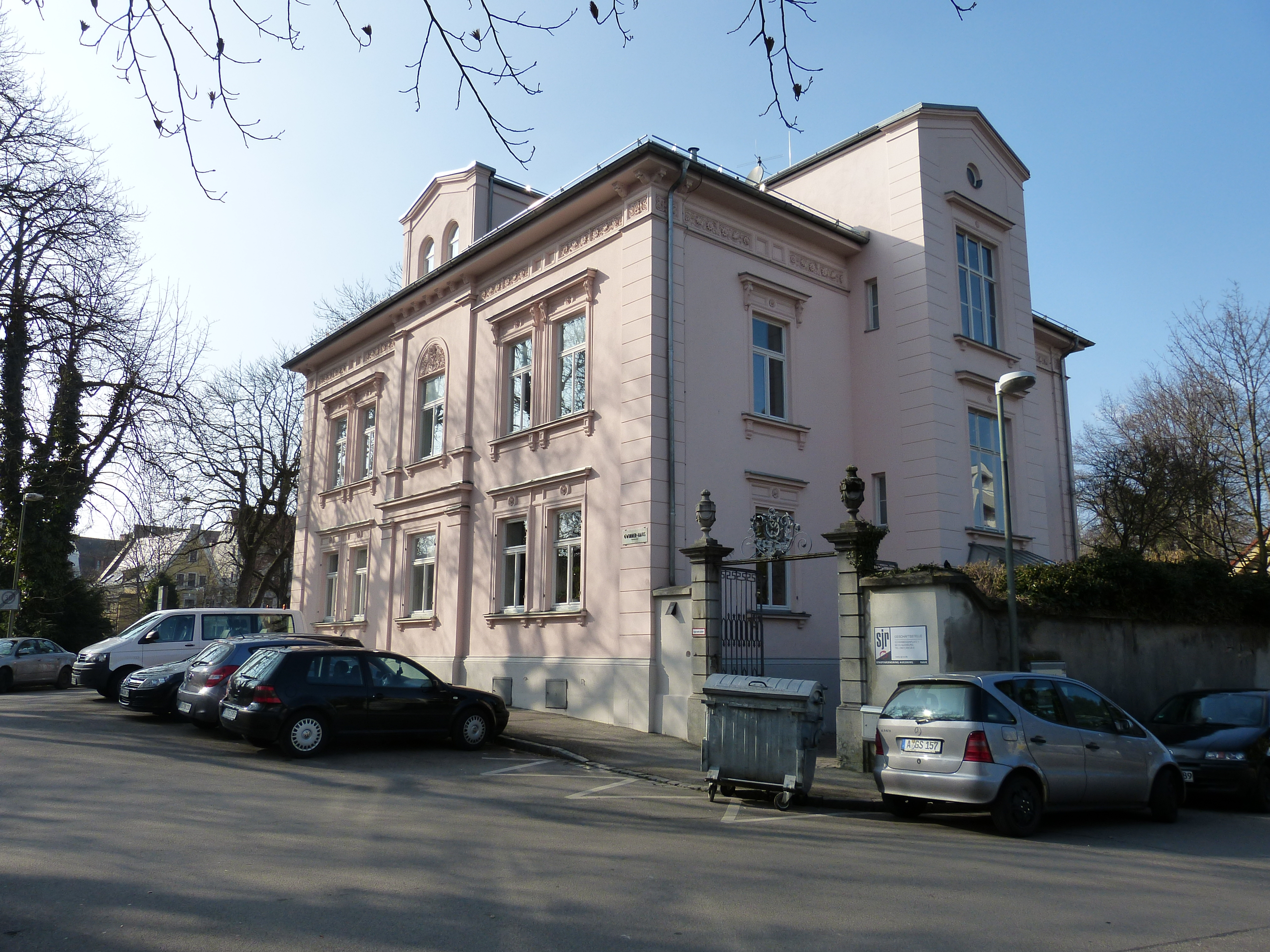
Direktorenvilla am Schwibbogenplatz 1, erbaut 1880

Am Schwibbogenplatz 1 (früher Remboldstraße 1) befindet sich die ehemals zur Fabrik gehörende Direktorenvilla aus dem Jahr 1880, die heute unter Denkmalschutz steht (Standort). Es handelt sich um einen spätklassizistischen Zeltdachbau mit Zwerchhäusern und Mittelrisalit. Im Norden des zweistöckigen Gebäudes liegt der zugehörige Garten, der von einem Gartentor und einer Einzäunung umgeben ist. Dort steht ein Gartenhaus, das 1989/90 renoviert und umgebaut wurde. Zur Entstehungszeit war das Umfeld der Villa unbebaut.

## Ausstellungen
- 27. Juni bis 26. November 2017: "Kahn & Arnold – Aufstieg, Verfolgung und Emigration zweier Augsburger Unternehmerfamilien im 20. Jahrhundert" im Staatlichen Textil- und Industriemuseum Augsburg, Provinostraße 46, 86153 Augsburg.